# (4201) Orosz
(4201) Orosz ist ein Hauptgürtelasteroid, der am 3. Mai 1984 von Brian A. Skiff vom Lowell-Observatorium aus entdeckt wurde.